# اسقف‌نشین جبل طارق در اروپا
اسقف‌نشین جبل طارق در اروپا (انگلیسی: Diocese in Europe) به‌اختصار اسقف‌نشین در اروپا اسقف‌نشین کلیسای انگلستان در کشور جبل طارق است که مرکز آن کلیسای جامع تثلیث مقدس، جبل طارق است. این اسقف‌نشین در سال ۱۸۴۲ تاسیس شده و از پرتغال تا دریای خزر را تحت پوشش قرار داد.